# Joaquim Gay Borràs
Joaquim Gay Borràs (Reus, 23 de juliol de 1867 - Granollers, 21 de juliol de 1936) va ser un militar africanista català, fill de Pere Nolasc Gay i Sardà.
Va ingressar a l'exèrcit com a alumne de l'acadèmia d'artilleria el 1884. Incorporat al primer regiment de muntanya amb el grau de tinent, participà en la campanya de Melilla el 1893, i va ser ascendit a capità per aquells fets. El 1908 era comandant i va participar en maniobres conjuntes amb l'exèrcit francès. Destinat a Barcelona, va ser ajudant de camp del governador militar de la província. Responsable de la Mestrança d'Artilleria de Barcelona, va ser destinat el 1916, amb el grau de coronel, a la Mestrança d'Artilleria de Melilla. El 1920 era a Xauen amb les tropes d'ocupació, i el 1921 participà en la batalla d'Annual. El 1927 va ascendir a general de brigada. El 1930 era governador militar d'Osca, i va formar part del tribunal que jutjà a Galán i a García Hernández per la Insurrecció de Jaca. Amb la República, s'acollí a la Llei Azaña que permetia als militars jubilar-se abans d'hora amb sou complet, i s'instal·là a Reus. Pel juliol de 1936 era a les Franqueses del Vallès, on va ser detingut el dia 21 i afusellat el mateix dia a Granollers com a militar vinculat amb les dretes i el cop d'estat. Està enterrat al cementiri d'aquella ciutat.